# Anwar al-Awlaki

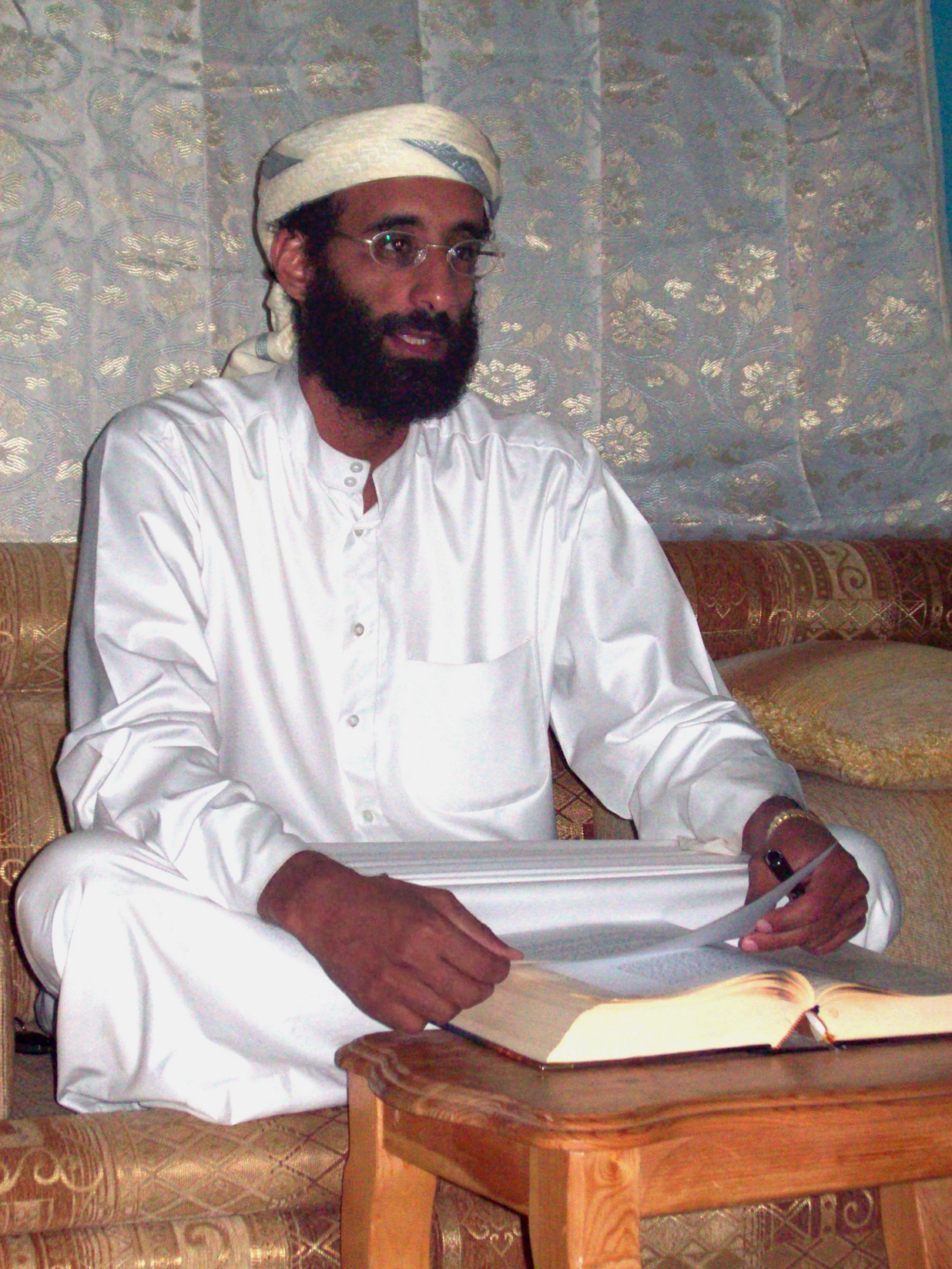
Anwar al-Awlaki

Anwar al-Awlaki (scris și al-Aulaqi, al-Awlaqi; în arabă: أنور العولقي‎ Anwar al-‘Awlaqī; n. 21 aprilie 1971 – d. 30 septembrie 2011) a fost un militant extremist musulman american de origine yemenită.
A fost acuzat de organizarea mai multor acțiuni teroriste în cadrul Al Qaeda, fiind considerat chiar liderul sucursalei din Arabia Saudită a acestei rețele.
A fost primul american urmărit și ucis prin intermediul unei drone trimise de CIA (fiul său fiind al doilea).
Datorită frecventelor apariții pe rețelele de socializare, a fost numit și "Bin Laden al Internetului".
Unii analiști sunt de părere că activitatea sa a inspirat atentatul împotriva revistei Charlie Hebdo.